# Boronella crassifolia
Boronella crassifolia là một loài thực vật có hoa trong họ Cửu lý hương. Loài này được Guillaumin mô tả khoa học đầu tiên năm 1932.